# Alpha 66
Alpha 66 est un groupe paramilitaire anticastriste. Sa dénomination est liée aux 66 membres qui l'ont fondés. Alpha 66 est le groupe anticastriste le plus ancien de Miami, en Floride. Cette organisation est qualifiée de groupe terroriste par les autorités cubaines et ses sympathisants.

## Historique
Le groupe paramilitaire Alpha 66 a été fondé en 1961 par Antonio Veciana, également membre de la Central Intelligence Agency (CIA). Il est composé de réfugiés cubains opposés à Fidel Castro.
Les membres de l'organisation disposent de camps d'entrainement en Floride où ils s'exercent au maniement des armes et des explosifs. Bien que ces camps représentent une violation de la législation antiterroriste en vigueur aux États-Unis, Alpha 66 bénéficie de la complaisance des autorités et ses membres ne sont pas inquiétés. La CIA a toutefois progressivement diminué son soutien à l'organisation à partir des années 1980. Celle-ci est désormais financée par de riches hommes d'affaires cubains.
L'association adhère à partir des années 1970 à la Ligue anticommuniste mondiale (WACL), à sa branche latino-américaine, à sa branche latino-américaine, la Confédération anticommuniste d'Amérique latine (CAL), et à son organisation de jeunesse.
Larry Wilkerson, chef de cabinet du secrétaire d’État Colin Powell entre 2002 et 2005, se souvient d’avoir participé à des réunions lors d’exercices militaires américains dans les Caraïbes, entre 1992 et 1997, qui lui ont permis de comprendre l'étendue des ressources dont dispose l'organisation : « Nous recevions en permanence ces informations et je n’en revenais pas de voir le nombre de caches d’armes auxquelles ils avaient accès, non seulement en Floride mais aussi en Californie, dans le New Jersey et dans d’autres États. Pistolets-mitrailleurs, grenades, explosif C4, dynamite, et toutes sortes d’armes individuelles à courte ou longue portée ».